# Will Savage
William Will Savage es un personaje ficticio de la serie de televisión británica Hollyoaks, interpretado por el actor James Atherton del 7 de abril de 2011 hasta el 7 de noviembre de 2013. James regresó a la serie en el 2014 y su última aparición en televisión fue el 4 de febrero de 2015.

## Biografía
En el 2012, William Will desarrolla sentimientos por Ashleigh "Ash" Kane pero, cuando la encuentra besándose con Ally Gorman, decide no revelarle nada. Más tarde, cuando Texas Longford, la novia de su hermano adoptivo Mark "Dodger" Savage, cree que Dodger la está engañando con una joven, Will va a visitarla para decirle que está equivocada y que la joven que vio con Dodger es su hermana gemela Sienna Blake. Sin embargo, Will decide no decirle nada a Texas y termina acostándose con ella. Al día siguiente, Texas se siente culpable y cuando descubre la verdad acerca de la joven que estaba con Dodger y que Will sabía todo cuando se acostó con ella, se molesta.
Más tarde, durante una discusión entre él y Texas, Will se cae por las escaleras; cuando lo llevan al hospital, le dicen que tendrá que usar silla de ruedas, de inmediato, Will comienza a mentir para ganarse el apoyo de todos y le dice a Texas que ella lo había empujado adrede por las escaleras para quedarse con él. Y aunque al inicio Texas no está segura del todo, poco a poco Will logra que ella crea que sí lo había hecho. 
De esta manera, Will logra manipular a Texas y la convence para casarse con él, cuando Texas descubre a Will besando a Leanne Holiday decide terminar el compromiso; sin embargo, Will convence nuevamente a Texas de que lo perdone, y el día de la boda durante la ceremonia, Mercedes McQueen revela que Will y Leanne habían robado su dinero y con esa suma habían pagado la boda. En realidad Will no tenía un aneurisma y había estado engañando a todos. Finalmente, Texas le dice a Will que nunca lo amó y que siempre había amado a Dodger. Entonces, Will, presa de una furia incontenible, empuja a Texas por la ventana del segundo piso causándole la muerte, e intentará incriminar a Dodger; cuando su padre Patrick Blake le ofrece una coartada, Will incriminará falsamente a Leanne. Poco después se revela que Will nunca estuvo paralítico y que  podía caminar perfectamente.
En noviembre de 2013, finalmente se descubre la verdad sobre Will y será arrestado por sus crímenes.
El 4 de febrero de 2015, Will muere en el hospital tras ser inyectado con una sustancia letal por el asesino conocido en la serie como "Gloved Hand", y aunque su padre Dirk ve que Will estaba teniendo problemas para respirar, decide no ayudarlo al comprender que todos estarían mucho mejor sin él.

## Asesinatos
- El 16 de septiembre de 2013, Anna Blake muere ahogada por Will para que no revelara sus crímenes.
- En mayo de 2013, Texas Longford es asesinado por Will al empujarla desde una ventana en el segundo piso.
- En noviembre de 2013, Will secuestra a Patrick Blake, Sienna Blake, Maxine Minniver, Dirk Savage, Dennis Savage y Martha Kane, luego de que Martha se desatara e intentara escapar, Will le dispara pero ella logra sobrevivir.
- En octubre de 2013, Will mata a su prometida Ash Kane cuando ella descubre que él era responsable por la muerte de Texas y que estaba mintiendo con respecto a su parálisis.